# Irenice Maria Rodrigues
Irenice Maria Rodrigues (Itabirito, ?-1981) foi uma atleta brasileira.

## Biografia
Filha de Amazílis Brígida Rodrigues e de Deodato Rodrigues, nascida na cidade mineira de Itabirito/MG, onde até hoje residem seus tios, tias e demais familiares, Irenice foi uma mulher à frente de seu tempo, pobre, negra, mulher e com personalidade forte. Na cabeça dos militares, ela não poderia ser o símbolo do “país do futuro”. Irenice Maria Rodrigues foi uma das lideranças de greve contra o Comitê Olímpico Brasileiro (COB) em 1967, era crítica radical da estrutura esportiva brasileira, recordista continental em competição proibida para mulheres no Brasil Militar..
Além de enfrentar as adversárias nas pistas, Irenice teve de lutar contra preconceitos e autoritarismo na década de 1960. Na época, o esporte olímpico brasileiro era controlado pelo Conselho Nacional de Desportos (CND), que estabelecia uma série de restrições às mulheres. Assim, mesmo obtendo bons índices, sendo recordista brasileira dos 400 e dos 800 metros em 1967, a atleta correu o risco de ser proibida de disputar os Jogos Pan-Americanos de 1967, em Winnipeg — na época, a prova dos 800 metros era considerada desgastante demais para o corpo da mulher. Integrou um movimento de protesto que reuniu vários atletas contra o autoritarismo do CND e afinal conseguiu ser inscrita no Pan, completando a prova em 2min08s5.
No ano seguinte, chegou a integrar a delegação brasileira nos Jogos Olímpicos de 1968, na Cidade do México. Mas, acusada de indisciplina e agressão por ter brigado com a colega Maria da Conceição Cipriano, foi desligada e teve que voltar para o Brasil sem realizar o sonho de competir numa prova olímpica.
Morreu em 1981 de suposto acidente de moto, na cidade do Rio de Janeiro. Foi sepultada em 27 de abril daquele ano em sua cidade natal, Itabirito/MG, onde até hoje residem seus familiares e parentes, entre eles o ex-jogador de futebol da seleção mineira de 1965, Silvestre Martins Fernandes, que jogou na inauguração do Maracanã contra o River Plate/ARG.
Campeão Estadual no ano de 1964, Silvestre jogou pelo Fluminense (a convite de seu conterrâneo, Mestre Telê Santana), Clube Atlético Mineiro, Siderúrgica/MG, Democrata de Sete Lagoas .
A produtora "Memória Viva" de São Paulo lançou o filme "Procura-se Irenice", exibido pela ESPN.